# Scream (álbum de Tokio Hotel)
Scream (Gritar en inglés) es el tercer álbum de la banda alemana Tokio Hotel, es una recopilación de ocho canciones de Zimmer 483 y cuatro de Schrei en inglés. Publicado en 2007. En los países de habla alemana este álbum fue editado bajo el nombre de Room 483, que es la traducción al inglés de Zimmer 483. Pero el 3 de mayo del 2008 se relanzó Scream con 2 canciones extras solo para Estados Unidos. Durante su gira americana tocaron los directos de 2 canciones inéditas que posteriormente serían grabadas en estudio.
La banda recoge también algunas influencias del subgénero "Grunge" de Nirvana en canciones como Black y Final Day.
Scream 2007:
| #   | Título               | Duración |
| --- | -------------------- | -------- |
| 1.  | "Scream"             | 3:17     |
| 2.  | "Ready, Set, Go!"    | 3:34     |
| 3.  | "Monsoon"            | 4:01     |
| 4.  | "Love Is Dead"       | 3:41     |
| 5.  | "Don't Jump"         | 4:08     |
| 6.  | "On The Edge"        | 4:07     |
| 7.  | "Sacred"             | 4:00     |
| 8.  | "Break Away"         | 3:24     |
| 9.  | "Rescue Me"          | 3:49     |
| 10. | "Final Day"          | 3:13     |
| 11. | "Forgotten Children" | 4:37     |
| 12. | "By Your Side"       | 4:22     |

Scream 2008:
| #   | Título                                     | Duración |
| --- | ------------------------------------------ | -------- |
| 1.  | "Scream"                                   | 3:17     |
| 2.  | "Ready, Set, Go!"                          | 3:34     |
| 3.  | "Monsoon"                                  | 4:01     |
| 4.  | "Love Is Dead"                             | 3:41     |
| 5.  | "Don't Jump"                               | 4:08     |
| 6.  | "Live Every Second"                        | 3:50     |
| 7.  | "On The Edge"                              | 4:07     |
| 8.  | "Sacred"                                   | 4:00     |
| 9.  | "Break Away"                               | 3:24     |
| 10. | "Rescue Me"                                | 3:49     |
| 11. | "Final Day"                                | 3:13     |
| 12. | "Forgotten Children"                       | 4:37     |
| 13. | "By Your Side"                             | 4:22     |
| 14. | "1000 Oceans"                              | 4:18     |
| 15. | "Durch den Monsun [Versión original 2003]" | 3:56     |

Bonus tracks:
| Título             | Duración |                                 |
| ------------------ | -------- | ------------------------------- |
| "Raise Your Hands" | 3:36     | Descarga exclusiva en Hot Topic |
| "Black"            | 3:23     | Descarga exclusiva en iTunes    |

Venta de discos de Scream:
- Oro por el álbum "Scream" en Francia.
- Platino por el álbum "Scream" en Hungría.
- Doble Platino por el álbum "Scream" en Polonia.
- Oro por el álbum "Scream" en Bélgica.
- Oro por el álbum "Scream" en Rumania.
- Platino por el álbum "Scream" en Suiza.
- Oro por el álbum "Scream" en México.
- Platino por el álbum "Room 483" en Austria.
- Oro por el álbum "Room 483" en República Checa.
- Doble Oro por el álbum "Room 483" en Francia.
- Oro por el álbum "Room 483" en Hungría.
- Oro por el álbum "Room 483" en Polonia.
- Platino por el álbum "Room 483" en Rumania.
- Platino por el álbum "Room 483" en Rusia.
- Platino por el álbum "Room 483" Suiza.
- Oro por el álbum "Scream" en España.
- Platino por el álbum "Scream" en Chile.
- Doble platino por el álbum "Scream" en Italia.
- Doble patino por el álbum "Scream" en Colombia.